# Bristol Mercury
Para el motor radial de 14 cilindros, vea Cosmos Mercury
El Bristol Mercury es un motor radial de pistones de 9 cilindros en estrella simple enfriado por aire. El Mercury fue usado principalmente en aviones militares británicos en los años 30 y 40. También fueron construidos en el extranjero bajo licencia.

## Diseño y desarrollo
El Mercury fue desarrollado por la Bristol Aeroplane Company en 1925 cuando su Bristol Jupiter estaba llegando al final de su vida útil.[cita requerida] A pesar de que el Mercury no atrajo mucho interés, el Air Ministry (Ministerio del Aire británico) finalmente financió tres prototipos y se convirtió en otra victoria para el diseñador Roy Fedden.
Con la generalización del uso de compresores en la aviación para mejorar el rendimiento en altitud, Fedden consideró razonable usar una pequeña sobrecarga en todo momento para mejorar el rendimiento de un motor que de otra manera sería pequeño. En lugar de diseñar un bloque enteramente nuevo, reutilizó partes del existente Bristol Jupiter reduciendo la carrera de los pistones en 25 mm. La capacidad del motor, ahora reducida, fue aumentada al nivel del Jupiter elevando las RPM; esto hizo necesario la utilización de una caja reductora para mover la hélice. La misma técnica fue utilizada en el Jupiter original para producir el Pegasus. 
El Mercury tenía un tamaño más pequeño debido a que estaba orientado a usarse en cazas, y fue utilizado en el Gloster Gauntlet y su sucesor, Gloster Gladiator. El Pegasus, más grande, sería utilizado en bombarderos, pero como la potencia de estos motores aumentó, el Mercury fue utilizado en casi todos los usos. Tal vez su uso más famoso fue en el bombardero liviano bimotor, Bristol Blenheim.
En 1938 Roy Fedden presionó al Air Ministry para importar gasolina de aviación de 100 octanos de Estados Unidos. Este nuevo combustible permitía a los motores funcionar con una mayor relación de compresión y mayor presión de admisión de los turbocompresores que la gasolina existente de 87 octanos , aumentando así la potencia disponible. El Mercury XV fue uno de los primeros motores aeronáuticos británicos en ser probados y certificados para usar combustible de 100 octanos en 1939. Este motor era capaz de funcionar con una presión de admisión mayor a 0,65 bares y su primer uso fue en el Blenheim Mk IV. El Mercury fue también el primer motor británico en ser aprobado para usar una hélice de paso variable. La compañía Bristol y sus subsidiarias produjeron 20 700 ejemplares del motor.
Fuera del Reino Unido, el Mercury fue construido bajo licencia en Polonia y usado en sus cazas PZL. También fue construido por NOHAB en Suecia y usado en los cazas Gloster Gladiator suecos y en el bombardero en picado Saab 17. En Italia, fue construido por Alfa Romeo como el Mercurius y en Checoslovaquia, por Walter Engines.

## Variantes
Nota:
Mercury I
(1926) 808 hp, direct drive. Motor para el Trofeo Schneider.
Mercury II
(1928) 420 hp, compresión 5,3:1
Mercury IIA
(1928) 440 hp
Mercury III
(1929) 485 hp, compresión 4,8:1, caja reductora de 0,5:1
Mercury IIIA
Modificaciones menores en el Mercury III
Mercury IV
(1929) 485 hp, caja reductora de 0,656:1
Mercury IVA
(1931) 510 hp.
Mercury IVS.2
(1932) 510 hp.
Mercury (carrera corta)
Versión sin éxito de carrera corta (127 mm), 390 hp
Mercury V
546 hp (se convirtió en el Pegasus IS.2)
Mercury VIS
(1933) 605 hp
Mercury VISP
(1931) 605 hp, 'P' por Persia
Mercury VIS.2
(1933) 605 hp
Mercury VIA
(1928) 575 hp (se convirtió en el Pegasus IU.2)
Mercury VIIA
560 hp ( se convirtió en el Pegasus IM.2)
Mercury VIII
(1935) 825 hp, compresión de 6,25:1, motor aligerado
Mercury VIIIA
Mercury VIII con engranaje sincronizador de ametralladoras para el Gloster Gladiator
Mercury VIIIA
535 hp, segundo uso de la designación VIIIA, (se convirtió en el Pegasus IU.2P)
Mercury IX
(1935) 825 hp
Mercury X
(1937) 820 hp
Mercury XI
(1937) 820 hp
Mercury XII
(1937) 820 hp
Mercury XV
(1938) 825 hp, desarrollo del Mercury VIII. Convertido para usar gasolina de 100 octanos (antes usaba de 87 octanos)
Mercury XVI
830 hp.
Mercury XX
(1940) 810 hp
Mercury 25
(1941) 825 hp. Mercury XV con modificaciones en el cigüeñal
Mercury 26
825 hp. Un Mercury 25 con el carburador modificado
Mercury 30
(1941) 810 hp, Mercury XX con modificaciones en el cigüeñal
Mercury 31
(1945) 810 hp. Mercury 30 con carburador modificado y hélice de paso fijo para el Hamilcar X

## Usos

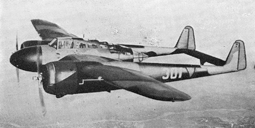
Fokker G.1 con motores Mercury.

Nota:
- Airspeed AS.45 Cambridge
- Blackburn Skua
- Bristol Blenheim
- Bristol Bolingbroke
- Bristol Bulldog
- Bristol Bullpup
- Bristol Type 101
- Bristol Type 118
- Breda Ba.27
- Fairey Flycatcher
- Fokker D.XXI
- Fokker G.1
- General Aircraft Hamilcar X
- Gloster Gamecock
- Gloster Gladiator
- Gloster Gauntlet
- Gloster Gnatsnapper
- Gloster Goring

- Hawker Audax
- Hawker Fury
- Hawker Hind
- Hawker Hoopoe
- Hawker F.20/27
- IMAM Ro.30
- Miles Martinet
- Miles Master
- PZL P.11
- Saab 17
- Short Crusader
- Supermarine Sea Otter
- Valmet Vihuri
- Vickers Jockey
- Westland Interceptor
- Westland Lysander

## Sobrevivientes
Un Westland Lysander con motor Bristol Mercury se mantiene en condiciones de vuelo en 2009 en la Shuttleworth Collection, Old Warden, Inglaterra y es volado en exhibiciones aéreas en los meses de verano.

## Especificaciones (Mercury VI-S)[7]
- Tipo: motor radial de 9 cilindros en simple estrella turbocomprimido, enfriado por aire
- Diámetro: 146 mm
- Carrera:165 mm
- Cilindrada: 24.890 cc
- Diámetro del motor: 1.307 mm
- Peso: 438 kg
- Válvulas: 4 válvulas por cilindro, 2 de admisión y 2 de escape rellenas de sodio
- Compresor: Centrífugo, de una etapa
- Alimentación: carburador Claudel-Hobson
- Combustible: gasolina de 87 octanos
- Refrigeración: enfriado por aire
- potencia:
  - 612 hp (457 kW) a 2.750 rpm al despegue
  - 636 hp (474 kW) a 2.750 rpm a 4.730 m
- Cilindrada/potencia: 18,35 kW/l
- Peso/potencia: 1,04 kW/kg
- Compresión: 6,5:1
- Consumo de combustible: 300 g/(kW•h)
- Caja reductora: Farman de engranaje planetario, 0,5:1